# Новий Бучин
Новий Бучин (пол. Nowy Buczyn) — село в Польщі, у гміні Косув-Ляцький Соколовського повіту Мазовецького воєводства.
Населення — 34 особи (2011).
У 1975-1998 роках село належало до Седлецького воєводства.

## Демографія
Демографічна структура станом на 31 березня 2011 року:
|          | Загалом | Допрацездатний вік | Працездатний вік | Постпрацездатний вік |
| -------- | ------- | ------------------ | ---------------- | -------------------- |
| Чоловіки | 21      | 2                  | 16               | 3                    |
| Жінки    | 13      | 4                  | 6                | 3                    |
| Разом    | 34      | 6                  | 22               | 6                    |